# Gorky's Zygotic Mynci
Gorky's Zygotic Mynci foi uma banda do País de Gales formada em Carmarthen em 1991 e extinta em 2006. As canções eram feitas tanto em galês como em inglês.

## História
Fundada pelos amigos de escola Euros Childs (vocais e teclados), John Lawrence (guitarra) e Richard James (baixo).
Juntamente com Sion Lane (teclados) e Steffan Cravos (violino), gravaram o cassete independente "Allumette" (1991). Sion e Steffan deixaram a banda, e o baterista Osian Evans se uniu a eles para a gravação do segundo cassete, "Peiriant Pleser" (1992), e só então a irmã de Euros Childs, Megan Childs (violino) entrou para a banda, quando assinaram com a gravadora Ankst.
O primeiro lançamento na Ankst foi Patio (1992), uma coletânea mais tarde expandida para a versão em CD, em 1995. Em 1994 foi lançado então o primeiro álbum inteiramente gravado em estúdio, Tatay. Em 1995, Euros Rowlands substituiu Osian Evans na bateria, durante o lançamento de Bwyd Time. 
John Lawrence deixou a banda em 1999; em 2000, o grupo apareceu com John Cale em Beautiful Mistake, um filme no qual tocaram "O Caroline II", faixa do álbum Tatay.

## Discografia

### Álbuns
- Patio (1992, re-lançado em 1995)
- Tatay (1994)
- Bwyd Time (1995)
- Barafundle (1997)
- Gorky 5 (1998)
- Spanish Dance Troupe (1999)
- The Blue Trees (2000)
- How I Long to Feel That Summer in My Heart (2001)
- 20 - The Singles Collection (2003)
- Sleep/Holiday (2003)

### EPs
- The Game Of Eyes (1994)
- Llanfwrog (1995)
- If Fingers Were Xylophones (1995)
- Amber Gambler EP (1996)

### Singles
- Merched Yn Neud Gwallt Eu Gilydd (1994)
- Gewn Ni Gorffen (1995)
- Patio Song (1996)
- Diamond Dew (1997)
- Young Girls & Happy Endings (1997)
- Sweet Johnny (1998)
- Let's Get Together (In Our Minds) (1998)
- Spanish Dance Troupe (1999)
- Poodle Rockin' (2000)
- Stood On Gold (2001)
- Mow The Lawn (2003)